# Euro Hockey League 2015-2016
Navigation
2014-2015 2016-2017
L’Euro Hockey League 2015-2016 est la 9e édition de l'Euro Hockey League. Elle oppose les 24 meilleures équipes européennes.

## Déroulement du Tournoi
La compétition se déroule en deux phases. Lors de la première phase, les douze équipes les moins bien classées sont réparties dans quatre groupes. Les douze autres équipes sont qualifiées pour les huitièmes de finale (KO 16).
- Une victoire rapporte 5 points
- Un nul 2 points
- Une défaite par 2 buts ou moins d'écart 1 point
- Une défaite par plus de 2 buts d'écart 0 point

À partir des huitièmes de finale, la compétition devient une compétition à élimination directe.

## Équipes
Pour la saison 2015/2016 :
Les pays placés parmi les quatre premiers du classement européen peuvent engager trois équipes :
- Pays-Bas : Oranje Zwart, AH&BC Amsterdam et SV Kampong
- Espagne : Atlètic Terrassa, Club Egara et Real Club de Polo
- Belgique : Royal Léopold HC, KHC Leuven et KHC Dragons
- Allemagne : UHC Hambourg, Rot-Weiss Köln et Harvestehuder THC (de)

Ceux classés entre la cinquième et le huitième place peuvent engager deux équipes :
- Russie : HC Dinamo Kazan (nl) et Dinamo Elektrostal (de)
- France : Saint Germain HC et Racing Club de France
- Pologne : Grunwald Poznań (pl) et KS Pomorzanin Toruń (nl)
- Angleterre : East Grinstead HC (en) et Wimbledon HC (en)

Ceux classés entre la 9e et la 12e place peuvent engager 1 équipe :
- Écosse : Grange HC (en)
- Irlande : Monkstown HC
- Italie : SG Amsicora (nl)
- Autriche : HC Wien (de)

## Phase de Poule
Les matchs ont lieu du 9 au 11 octobre 2015 à Hambourg (Allemagne).

### Groupe A
| Pays | Équipes          | Score  | Équipes             | Pays |
| ---- | ---------------- | ------ | ------------------- | ---- |
|      | Saint Germain HC | 1 - 0  | KS Pomorzanin Toruń |      |
|      | Amsterdam H&BC   | 19 - 2 | KS Pomorzanin Toruń |      |
|      | Amsterdam H&BC   | 4 - 0  | Saint Germain HC    |      |

| Rang | Pays | Équipe              | Points | Joués | Gagnés | Nuls | Perdus (écart ≤2 buts) | Perdus (écart >2 buts) | Buts Pour | Buts Contre | Différence |
| ---- | ---- | ------------------- | ------ | ----- | ------ | ---- | ---------------------- | ---------------------- | --------- | ----------- | ---------- |
| 1    |      | Amsterdam H&BC      | 10     | 2     | 2      | 0    | 0                      | 0                      | 23        | 2           | +21        |
| 2    |      | Saint Germain HC    | 5      | 2     | 1      | 0    | 0                      | 1                      | 1         | 4           | -3         |
| 3    |      | KS Pomorzanin Toruń | 1      | 2     | 0      | 0    | 1                      | 1                      | 2         | 20          | -18        |

### Groupe B
| Pays | Équipes           | Score | Équipes   | Pays |
| ---- | ----------------- | ----- | --------- | ---- |
|      | Harvestehuder THC | 6 - 1 | Grange HC |      |
|      | HC Wien           | 0 - 0 | Grange HC |      |
|      | Harvestehuder THC | 6 - 1 | HC Wien   |      |

| Rang | Pays | Équipe            | Points | Joués | Gagnés | Nuls | Perdus (écart ≤2 buts) | Perdus (écart >2 buts) | Buts Pour | Buts Contre | Différence |
| ---- | ---- | ----------------- | ------ | ----- | ------ | ---- | ---------------------- | ---------------------- | --------- | ----------- | ---------- |
| 1    |      | Harvestehuder THC | 10     | 2     | 2      | 0    | 0                      | 0                      | 12        | 2           | +10        |
| 2    |      | HC Wien           | 2      | 2     | 0      | 1    | 0                      | 1                      | 1         | 6           | -5         |
| 2    |      | Grange HC         | 2      | 2     | 0      | 1    | 0                      | 1                      | 1         | 6           | -5         |

### Groupe C
| Pays | Équipes            | Score | Équipes            | Pays |
| ---- | ------------------ | ----- | ------------------ | ---- |
|      | Dinamo Elektrostal | 6 - 1 | SG Amsicora        |      |
|      | Royal Léopold HC   | 9 - 3 | SG Amsicora        |      |
|      | Royal Léopold HC   | 3 - 0 | Dinamo Elektrostal |      |

| Rang | Pays | Équipe             | Points | Joués | Gagnés | Nuls | Perdus (écart ≤2 buts) | Perdus (écart >2 buts) | Buts Pour | Buts Contre | Différence |
| ---- | ---- | ------------------ | ------ | ----- | ------ | ---- | ---------------------- | ---------------------- | --------- | ----------- | ---------- |
| 1    |      | Royal Léopold HC   | 10     | 2     | 2      | 0    | 0                      | 0                      | 12        | 3           | +9         |
| 2    |      | Dinamo Elektrostal | 5      | 2     | 1      | 0    | 0                      | 1                      | 6         | 4           | +2         |
| 3    |      | SG Amsicora        | 0      | 2     | 0      | 0    | 0                      | 2                      | 4         | 15          | -11        |

### Groupe D
| Pays | Équipes      | Score | Équipes           | Pays |
| ---- | ------------ | ----- | ----------------- | ---- |
|      | Monkstown HC | 1 - 1 | East Grinstead HC |      |
|      | Club Egara   | 1 - 0 | East Grinstead HC |      |
|      | Club Egara   | 3 - 3 | Monkstown HC      |      |

| Rang | Pays | Équipe            | Points | Joués | Gagnés | Nuls | Perdus (écart ≤2 buts) | Perdus (écart >2 buts) | Buts Pour | Buts Contre | Différence |
| ---- | ---- | ----------------- | ------ | ----- | ------ | ---- | ---------------------- | ---------------------- | --------- | ----------- | ---------- |
| 1    |      | Club Egara        | 7      | 2     | 1      | 1    | 0                      | 0                      | 4         | 3           | +1         |
| 2    |      | Monkstown HC      | 4      | 2     | 0      | 2    | 0                      | 0                      | 4         | 4           | 0          |
| 3    |      | East Grinstead HC | 3      | 2     | 0      | 1    | 1                      | 0                      | 1         | 2           | -1         |

## Phase finale

### Qualifiés pour la Phase finale
| Groupe   | 1er du groupe     |
| -------- | ----------------- |
| Groupe A | Amsterdam H&BC    |
| Groupe B | Harvestehuder THC |
| Groupe C | Royal Léopold HC  |
| Groupe D | Club Egara        |

| Qualifiés d'office pour la Phase finale |
| --------------------------------------- |
| Oranje Zwart                            |
| SV Kampong                              |
| Atlètic Terrassa                        |
| Real Club de Polo de Barcelona          |
| KHC Leuven                              |
| KHC Dragons                             |
| UHC Hambourg                            |
| Rot-Weiss Köln                          |
| HC Dinamo Kazan                         |
| Racing Club de France                   |
| Grunwald Poznań                         |
| Wimbledon HC                            |

### Tableau final
|  | Huitièmes de finale   | Huitièmes de finale |                   |                        | Quarts de finale       | Quarts de finale |   |  | Demi-finales | Demi-finales |  |  | Finale      | Finale      |
|  | Huitièmes de finale   | Huitièmes de finale |                   |                        | Quarts de finale       | Quarts de finale |   |  | Demi-finales | Demi-finales |  |  | Finale      | Finale      |
|  |                       |                     |                   |                        |                        |                  |   |  |              |              |  |  |             |             |
|  | 26 mars 2016          | 26 mars 2016        |                   |                        | 28 mars 2016           | 28 mars 2016     |   |  | 14 mai 2016  | 14 mai 2016  |  |  | 15 mai 2016 | 15 mai 2016 |
|  | 26 mars 2016          | 26 mars 2016        |                   |                        | 28 mars 2016           | 28 mars 2016     |   |  | 14 mai 2016  | 14 mai 2016  |  |  | 15 mai 2016 | 15 mai 2016 |
|  | Oranje Zwart          | 2                   |                   |                        | 28 mars 2016           | 28 mars 2016     |   |  | 14 mai 2016  | 14 mai 2016  |  |  | 15 mai 2016 | 15 mai 2016 |
|  | Oranje Zwart          | 2                   |                   |                        | 28 mars 2016           | 28 mars 2016     |   |  | 14 mai 2016  | 14 mai 2016  |  |  | 15 mai 2016 | 15 mai 2016 |
|  | Royal Léopold HC      | 1                   |                   |                        | 28 mars 2016           | 28 mars 2016     |   |  | 14 mai 2016  | 14 mai 2016  |  |  | 15 mai 2016 | 15 mai 2016 |
|  | Royal Léopold HC      | 1                   | Oranje Zwart      | 4 (5)                  |                        |                  |   |  | 14 mai 2016  | 14 mai 2016  |  |  | 15 mai 2016 | 15 mai 2016 |
|  | 26 mars 2016          |                     | Oranje Zwart      | 4 (5)                  |                        |                  |   |  | 14 mai 2016  | 14 mai 2016  |  |  | 15 mai 2016 | 15 mai 2016 |
|  |                       | Harvestehuder THC   | 4 (6)             |                        |                        |                  |   |  | 14 mai 2016  | 14 mai 2016  |  |  | 15 mai 2016 | 15 mai 2016 |
|  | HC Dinamo Kazan       | Harvestehuder THC   | 4 (6)             | 1                      |                        |                  |   |  | 14 mai 2016  | 14 mai 2016  |  |  | 15 mai 2016 | 15 mai 2016 |
|  | HC Dinamo Kazan       | 28 mars 2016        |                   | 1                      |                        |                  |   |  | 14 mai 2016  | 14 mai 2016  |  |  | 15 mai 2016 | 15 mai 2016 |
|  | Harvestehuder THC     | 5                   |                   |                        |                        |                  |   |  | 14 mai 2016  | 14 mai 2016  |  |  | 15 mai 2016 | 15 mai 2016 |
|  | Harvestehuder THC     | 5                   | Harvestehuder THC | 2                      |                        |                  |   |  |              |              |  |  | 15 mai 2016 | 15 mai 2016 |
|  | 26 mars 2016          |                     | Harvestehuder THC | 2                      |                        |                  |   |  |              |              |  |  | 15 mai 2016 | 15 mai 2016 |
|  |                       | Amsterdam H&BC      | 4                 |                        |                        |                  |   |  |              |              |  |  | 15 mai 2016 | 15 mai 2016 |
|  | Wimbledon HC          | Amsterdam H&BC      | 4                 | 1                      |                        |                  |   |  |              |              |  |  | 15 mai 2016 | 15 mai 2016 |
|  | Wimbledon HC          | 14 mai 2016         |                   | 1                      |                        |                  |   |  |              |              |  |  | 15 mai 2016 | 15 mai 2016 |
|  | Amsterdam H&BC        | 3                   |                   |                        |                        |                  |   |  |              |              |  |  | 15 mai 2016 | 15 mai 2016 |
|  | Amsterdam H&BC        | 3                   | Amsterdam H&BC    | 2                      |                        |                  |   |  |              |              |  |  | 15 mai 2016 | 15 mai 2016 |
|  | 26 mars 2016          |                     | Amsterdam H&BC    | 2                      |                        |                  |   |  |              |              |  |  | 15 mai 2016 | 15 mai 2016 |
|  |                       | Real Club de Polo   | 1                 |                        |                        |                  |   |  |              |              |  |  | 15 mai 2016 | 15 mai 2016 |
|  | Real Club de Polo     | Real Club de Polo   | 1                 | 3                      |                        |                  |   |  |              |              |  |  | 15 mai 2016 | 15 mai 2016 |
|  | Real Club de Polo     | 27 mars 2016        |                   | 3                      |                        |                  |   |  |              |              |  |  | 15 mai 2016 | 15 mai 2016 |
|  | Club Egara            | 0                   |                   |                        |                        |                  |   |  |              |              |  |  | 15 mai 2016 | 15 mai 2016 |
|  | Club Egara            | 0                   | Amsterdam H&BC    | 0                      |                        |                  |   |  |              |              |  |  |             |             |
|  | 25 mars 2016          |                     | Amsterdam H&BC    | 0                      |                        |                  |   |  |              |              |  |  |             |             |
|  |                       | SV Kampong          | 2                 |                        |                        |                  |   |  |              |              |  |  |             |             |
|  | KHC Dragons           | SV Kampong          | 2                 | 1 (2)                  |                        |                  |   |  |              |              |  |  |             |             |
|  | KHC Dragons           |                     |                   | 1 (2)                  |                        |                  |   |  |              |              |  |  |             |             |
|  | Atlètic Terrassa      | 1 (3)               |                   |                        |                        |                  |   |  |              |              |  |  |             |             |
|  | Atlètic Terrassa      | 1 (3)               | Atlètic Terrassa  | 3                      |                        |                  |   |  |              |              |  |  |             |             |
|  | 25 mars 2016          |                     | Atlètic Terrassa  | 3                      |                        |                  |   |  |              |              |  |  |             |             |
|  |                       | KHC Leuven          | 2                 |                        |                        |                  |   |  |              |              |  |  |             |             |
|  | Grunwald Poznań       | KHC Leuven          | 2                 | 2                      |                        |                  |   |  |              |              |  |  |             |             |
|  | Grunwald Poznań       | 27 mars 2016        |                   | 2                      |                        |                  |   |  |              |              |  |  |             |             |
|  | KHC Leuven            | 7                   |                   |                        |                        |                  |   |  |              |              |  |  |             |             |
|  | KHC Leuven            | 7                   | Atlètic Terrassa  | 1                      |                        |                  |   |  |              |              |  |  |             |             |
|  | 25 mars 2016          |                     | Atlètic Terrassa  | 1                      |                        |                  |   |  |              |              |  |  |             |             |
|  |                       | SV Kampong          | 5                 |                        |                        |                  |   |  |              |              |  |  |             |             |
|  | Racing Club de France | SV Kampong          | 5                 | 1                      |                        |                  |   |  |              |              |  |  |             |             |
|  | Racing Club de France |                     |                   | 1                      |                        |                  |   |  |              |              |  |  |             |             |
|  | SV Kampong            | 6                   |                   | Match pour la 3e place | Match pour la 3e place |                  |   |  |              |              |  |  |             |             |
|  | SV Kampong            | 6                   | SV Kampong        | Match pour la 3e place | Match pour la 3e place | 5                |   |  |              |              |  |  |             |             |
|  | 25 mars 2016          | 25 mars 2016        | SV Kampong        | 15 mai 2016            | 15 mai 2016            | 5                |   |  |              |              |  |  |             |             |
|  | 25 mars 2016          | 25 mars 2016        |                   | 15 mai 2016            | 15 mai 2016            | Rot-Weiss Köln   | 1 |  |              |              |  |  |             |             |
|  | Rot-Weiss Köln        | 5                   | Harvestehuder THC | 3                      |                        | Rot-Weiss Köln   | 1 |  |              |              |  |  |             |             |
|  | Rot-Weiss Köln        | 5                   | Harvestehuder THC | 3                      |                        |                  |   |  |              |              |  |  |             |             |
|  | UHC Hambourg          | 3                   |                   | Atlètic Terrassa       | 2                      |                  |   |  |              |              |  |  |             |             |
|  | UHC Hambourg          | 3                   |                   | Atlètic Terrassa       | 2                      |                  |   |  |              |              |  |  |             |             |

### Classement Final
| Place              | Équipe                | Résultat                      |
| ------------------ | --------------------- | ----------------------------- |
| Médaille d'or      | SV Kampong            | Vainqueur                     |
| Médaille d'argent  | Amsterdam H&BC        | Finaliste                     |
| Médaille de bronze | Harvestehuder THC     | Vainqueur Match pour 3e Place |
| 4                  | Atlètic Terrassa      | Perdant Match pour 3e Place   |
| 5                  | Oranje Zwart          | Éliminé en 1/4 de finale      |
| 5                  | Real Club de Polo     | Éliminé en 1/4 de finale      |
| 5                  | KHC Leuven            | Éliminé en 1/4 de finale      |
| 5                  | Rot-Weiss Köln        | Éliminé en 1/4 de finale      |
| 9                  | Royal Léopold HC      | Éliminé en 1/8 de finale      |
| 9                  | HC Dinamo Kazan       | Éliminé en 1/8 de finale      |
| 9                  | Wimbledon HC          | Éliminé en 1/8 de finale      |
| 9                  | Club Egara            | Éliminé en 1/8 de finale      |
| 9                  | KHC Dragons           | Éliminé en 1/8 de finale      |
| 9                  | Grunwald Poznań       | Éliminé en 1/8 de finale      |
| 9                  | Racing Club de France | Éliminé en 1/8 de finale      |
| 9                  | UHC Hambourg          | Éliminé en 1/8 de finale      |
| 17                 |                       | Éliminé au 1er tour           |
| 17                 |                       | Éliminé au 1er tour           |
| 17                 |                       | Éliminé au 1er tour           |
| 17                 |                       | Éliminé au 1er tour           |
| 17                 |                       | Éliminé au 1er tour           |
| 17                 |                       | Éliminé au 1er tour           |
| 17                 |                       | Éliminé au 1er tour           |
| 17                 |                       | Éliminé au 1er tour           |